# Big Gemini

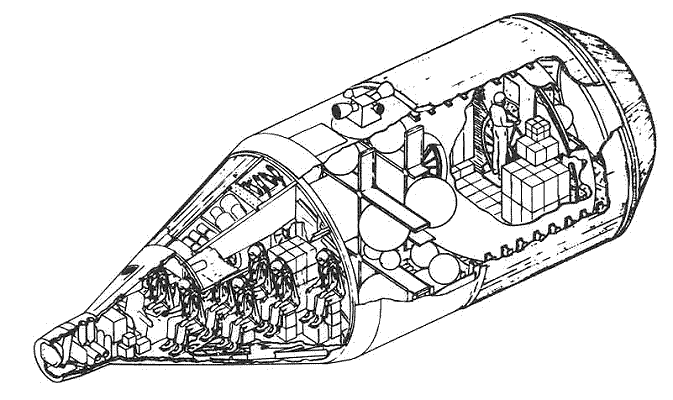
Una de las configuraciones de Big Gemini.

Big Gemini (también denominado Big G) fue una propuesta de McDonnell-Douglas a la USAF y la NASA en 1967 para una nave tripulada que diese servicio a estaciones espaciales militares y civiles.
Hacia finales de 1966 el programa Gemini estaba a punto de finalizar, y el diseño del Manned_Orbital_Laboratory estaba prácticamente acabado. La experiencia en cuanto a naves tripuladas por parte de McDonnell-Douglas (con los programas Mercury y Gemini) abarcaba ya ocho años, y tanto la NASA como la USAF habían aprobado el desarrollo de estaciones espaciales. La capacidad de las naves tripuladas en servicio por entonces (las cápsulas Gemini y las Apolo) era muy limitada para el reabastecimiento de una estación. En el período entre 1970 y 1980 se habrían necesitado al menos doce lanzamientos sólo para propósitos logísticos para la estación proyectada por la NASA (el Skylab) y de 3 a 6 vuelos por año teniendo en cuenta el servicio a prestar para la estación MOL, calculando una tripulación de dos a tres personas por cápsula y de 1 a 7 toneladas de carga, pudiendo regresar con hasta 0,6 m³ de carga a tierra.
Se planearon estaciones posteriores más avanzadas, que habrían tenido tripulaciones de entre 6 y 24 personas, necesitando naves con capacidad para 12 pasajeros y hasta 12 toneladas de carga, volando entre 6 y 14 veces por año, pudiendo volver con hasta 7 m³ de carga. Big G podría proporcionar esta capacidad ya hacia 1971 utilizando tecnología procedente de las cápsulas Gemini y Apolo y sin interferir apenas con el desarrollo del programa Apolo que se estaba llevando a cabo por entonces.
Big Gemini tendría los siguientes módulos:
- Torre de escape: utilizaría la misma torre de escape que la utilizada en las naves Apolo.
- Módulo de reentrada: basado en el desarrollado para el concepto Gemini B planeado para el programa MOL. Se utilizaría el mismo panel de vuelo integrado, el sistema de control ambiental y el sistema electrónico que para el planeado Gemini B. Una de las mayores diferencias sería un mayor diámetro (3,91 m) del Big Gemini, el mismo diámetro que la cápsula Apolo, para proporcionar mayor espacio para los tripulantes y pasajeros. Podrían acomodarse hasta 10 pasajeros o una mezcla de carga y pasajeros.
- Módulo retrógrado: albergaría los motores de combustible sólido de deorbitación de la nave, los cohetes de separación y el suministro de agua y oxígeno.
- Módulo de maniobra y carga: incluiría los cohetes para maniobras orbitales, el suministro de energía eléctrica, espacios presurizados y no presurizados para la carga, un túnel presurizado y una sonda de acoplamiento igual que las de los Apolo. A diferencia de las naves Gemini o Apolo, Big Gemini se acoplaría a la estación por su parte posterior, al estilo de la nave TKS soviética. El tamaño y masa de este módulo variarían acorde el tipo de cohete de lanzamiento. La configuración utilizada por la USAF estaría preparada para ser lanzada por un Titan 3G, mientras que la utilizada por la NASA tendría un tamaño adecuado para poder ser lanzado por un Saturno IVB.

El pasaje podría acceder directamente a la estación a través del túnel presurizado.
La nave nunca llegó a desarrollarse debido a que el programa de estaciones espaciales de la USAF y de la NASA se vio muy recortado. MOL sería cancelado a finales de los años 1960, y el programa de la estación de la NASA (el Skylab) se vio limitado al uso de partes sobrantes del programa Apolo y no tendría continuidad tras la pérdida del Skylab y el inicio del programa de transbordadores espaciales

## Especificaciones
- Tripulación: 9 a 12
- Longitud: 11,5 m
- Diámetro máximo: 4,27 m
- Volumen habitable: 18,7 m³
- Masa: 15.590 kg
- Carga: 2500 kg